# 梧州学院
梧州学院简称梧院，是中华人民共和国的一所全日制本科公办省属普通高等学校，位于广西壮族自治区梧州市。

## 历史
1985年1月，中共梧州市委、梧州市府开始筹备创建梧州大学。同年6月，广西区府同意在梧州筹建广西财经学院，但该计划随即被广西大学梧州分校计划取代，8月上旬，广西大学在梧州成立对外贸易班，并继续使用广西财经学院筹备处的名称对外招生开学，当时主要招收国家任务生:275。1986年6月，学校选定梧州市桂谊新村作为校址，当时，一些香港人向筹建中的学校捐赠了物资。1988年9月，西大分校教学楼落成并投入使用:34，同年，该校亦成為全自治區高校招生改革的3所試點院校之一，开始招收本科生。
2003年5月13日，广西壮族自治区人民政府批准，梧州教育学院、梧州师范学校并入广西大学梧州分校，同时向教育部申报升格为本科院校。2006年2月，中华人民共和国教育部同意在广西大学梧州分校的基础上建立本科层次的梧州学院。
2021年9月13日，该校获广西自治区学位委员会同意，成为广西自治区立项建设新增硕士学位授予单位。